# جائزة نيوزيلندا الكبرى 1954
جائزة نيوزيلندا الكبرى 1954 هو سباق فورمولا 1 أقيم بتاريخ 9 يناير 1954 في أوكلاند، نيوزيلندا.